# Crossworlds - Dimensioni incrociate
Crossworlds - Dimensioni incrociate (Crossworlds) è un film diretto da Krishna Rao, del 1996.

## Trama
Dopo essere stato salvato da un tentativo di rapimento da parte di una ragazza aliena, Joe scopre di aver ereditato da suo padre un cristallo magico; grazie ad esso verrà proiettato in un'altra dimensione.